# Член Парламента (Великобритания)
Член Парламента (англ. Member of Parliament, сокр. MP) — член Парламента Великобритании (Соединённого Королевства); лицо, избранное для работы в Палате общин Парламента Соединенного Королевства.
Все 650 членов Палаты общин Великобритании избираются с использованием системы голосования относительного большинства в одномандатных округах на всей территории Соединенного Королевства, где каждый округ имеет своего единственного представителя.
Выборы в Палату общин проводятся раз в пять лет или при назначении досрочных выборов. Законом о парламентах с фиксированным сроком полномочий от 2011 года было установлено, что очередные всеобщие выборы проводятся в первый четверг мая. Отменён этот закон был в 2022 году.
Первоначально баллотироваться в Парламент могли только мужчины. В 1918 году это право получили женщины Великобритании. В Парламент имеют право баллотироваться лица не моложе 18 лет, будучи гражданином Великобритании, страны Содружества или Ирландии. Человек не обязан быть зарегистрированным для голосования, и нет никаких ограничений в отношении того, где кандидат проживает.
Закон Палаты общин House of Commons Disqualification Act 1975 запрещает быть депутатами некоторым категориям граждан, к ним относятся: государственные служащие, сотрудники полиции, военнослужащие и судьи. Также членам Палаты лордов не разрешается занимать места в Палате общин. В соответствии с законом Representation of the People Act 1981 любой член Парламента, приговоренный к тюремному заключению сроком более года, автоматически освобождает свое место. Не могут быть членами Парламента банкроты.
Членам Парламента не разрешается отказываться от своих мест. Однако существует процедура выхода (отставка) из Парламента Великобритании.